# Chieko Higashiyama
Chieko Higashiyama (東山 千栄子, Higashiyama Chieko, 30 de setembro de 1890 – 8 de maio de 1980) foi uma atriz japonesa de teatro e cinema. Ela apareceu em mais de 60 filmes entre os anos de 1936 a 1967.

## Carreira
Graduando-se na escola para meninas Gakushuin, ela se casou com um empresário em 1909 e passou oito anos em Moscou. Em 1925, aos 35 anos, ela decidiu se tornar atriz e começou a treinar no teatro Tsukiji Shōgekijō. Ela apareceu em muitas produções teatrais, sendo O Jardim das Cerejeiras, no papel de Madame Ranevskaya, a mais famosa que atuou. Ela também apareceu em filmes, incluindo Tōkyō Monogatari, que foi eleito o melhor filme de todos os tempos em uma pesquisa de diretores de cinema organizada pela revista Sight & Sound.

## Filmografia selecionada

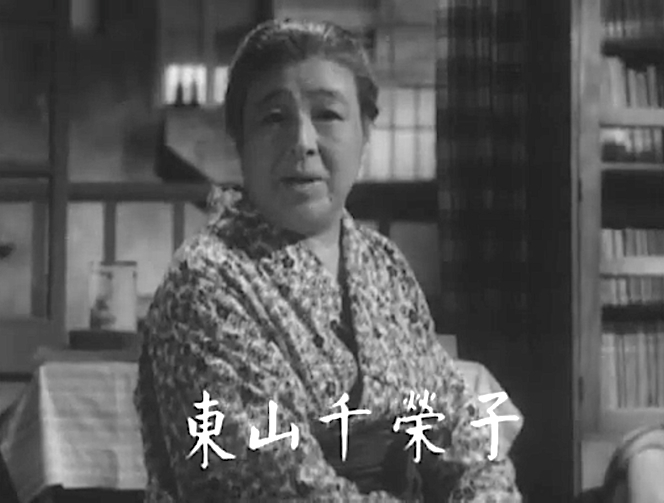
Chieko Higashiyama em Tōkyō Monogatari (1953)

| Ano  | Título               | Papel          | Notas |
| ---- | -------------------- | -------------- | ----- |
| 1947 | Joyû Sumako no koi   |                |       |
| 1951 | Hakuchi              |                |       |
| 1951 | Genji Monogatari     |                |       |
| 1951 | Bakushū              | Shige          |       |
| 1952 | Saikaku ichidai onna |                |       |
| 1952 | Carmen junjō su      | Empregada      |       |
| 1953 | Tōkyō Monogatari     | Tomi           |       |
| 1954 | Onna no sono         | Diretora       |       |
| 1954 | Sen-hime             | Yodo-dono      |       |
| 1955 | Jochūkko             | A mãe de Hatsu |       |
| 1958 | Chūshingura          | Otaka          |       |
| 1960 | Ruten no ōhi         |                | [ 1 ] |

## Honras
Honras:
- Medalha com Fita Roxa (1956)
- Ordem da Coroa Preciosa, 4ª Classe, Glicínias (1965)
- Pessoa de Mérito Cultural (1966)
- Ordem da Coroa Preciosa, 3ª classe, Borboleta (1974)